# Pachychilon macedonicum
Espèce
Synonymes
- Anaecypris macedonicus (Steindachner, 1892)[2]
- Leuciscus macedonicus Steindachner, 1892[2]
- Pachychilon macedonicus (Steindachner, 1892)[2] [3]
- Rutilus macedonicum Steindachner, 1870[3]
- Rutilus macedonicus (Steindachner, 1892)[2]
- Squalius cephalus macedonicus (Steindachner, 1892)[2]

Statut de conservation UICN

 DD  : Données insuffisantes
Pachychilon macedonicum est une espèce de poissons du genre Pachychilon, dans la famille des Cyprinidae. Il vit dans les cours d'eau et les lacs de Grèce et de Macédoine du Nord et est menacé par la dégradation de son habitat.